# Clinocera tenella
Clinocera tenella är en tvåvingeart som först beskrevs av Johan August Wahlberg 1844.  Clinocera tenella ingår i släktet Clinocera och familjen dansflugor. Inga underarter finns listade i Catalogue of Life.